# Chúpate dos
El chúpate dos, chupa dos, pumba o solamente dos es un juego de cartas que se juega con una baraja española.

## El juego
Pueden jugar de 2 a 4 jugadores. Se reparten siete cartas del montón a cada jugador y cada uno puede ver sus cartas. Gana el primer jugador que logre deshacerse de sus cartas.

## Procedimiento
Cada jugador dispone de siete cartas. El mazo de cartas sin repartir se deja boca abajo y se saca la carta superior que marcará el palo que debe poner todo el mundo. Empiezan tirando en sentido inverso de las agujas del reloj (el siguiente jugador es el que está a la derecha del que acaba de jugar, como se hace usualmente con múltiples juegos de cartas) a tirar por turnos. Por ejemplo, si la carta del montón es un 5 de oros, todo el mundo debe poner oros. Si no se tiene una carta de ese palo, se extraen dos del montón, dando origen al nombre del juego (se puede jugar cogiendo solo una carta, al jugar de este modo es cualquier 2 el que te hace "chupar dos" y dando origen al nombre del juego [leer las reglas entre corchetes]), los jugadores al quedarse con una sola carta deben decir "ultima" si no lo dicen debe coger cuatro cartas del mazo. En caso de agotarse las cartas del mazo sin que haya terminado la partida, se deja la última carta descubierta y se cogen las demás, se baraja y corta de la forma usual en los juegos de cartas y se deja el nuevo mazo para seguir cogiendo cartas.
[Regla especial (no hay por qué seguirla): Si algún jugador durante la partida no está atento por ejemplo: en un cambio de sentido al jugador que le tocaría tirar la siguiente carta no se da cuenta y no la tira debe coger dos cartas del montón] 
Hay varias cartas especiales según su número:
- 1 o as: Se vuelve a tirar. En otras variantes es un comodín que se puede echar si no se puede asistir al palo o número de la carta anterior.
- [2: Hace coger al siguiente jugador (o según variantes, el jugador que acaba de echarlo designa a qué otro jugador le toca coger) dos cartas del montón, si este jugador tiene otro dos se pasa al siguiente sumando la cantidad de cartas a coger, así sucesivamente hasta que un jugador coja el número indicado de cartas, por no disponer de un dos.]
- [3: Hace coger cuatro cartas al siguiente jugador (se aplica la misma ley que con el dos)]
- 7: Invierte el sentido del juego
- 10 o sota: Se salta el turno al siguiente jugador. [También se puede poner que en vez de "Se salta el turno al siguiente jugador" hacer que esta carta cambie la dirección de la partida, si de normal va dirección las agujas del reloj al sacar esta carta iría al contrario]. En algunas variantes la sota es un comodín igual que el as, con el añadido de que el jugador debe decir cuál es el palo que se debe jugar a continuación, a no ser que el siguiente jugador pueda jugar otro comodín. En este caso se usa el siete para la inversión del sentido de juego y el caballo para saltar al siguiente jugador.
- 11 o caballo: Descartas cualquier otra carta de tu mano y se esconde debajo del montón. [si se juega con la sota cambiando la dirección del juego el caballo será el que salte a los jugadores]
- 12 o rey: Se lanza otra carta de cualquier otro palo que marcará la tendencia para echar las cartas. No se usa en la variante de la sota como comodín.
- Comodín (en caso de que se juegue con mazo con dos comodines): Igual que el 12 sólo que puedes echarlo en cualquier momento pues no tiene palo.

Otra forma de cambiar el palo es lanzar una carta con el mismo número que la carta anterior. Por ejemplo, la última carta es un 5 de espadas. Se puede poner esta carta y cambiar el palo dominante a bastos.